# Élection présidentielle béninoise de 2021
L’élection présidentielle béninoise de 2021 a lieu le 11 avril 2021 afin d'élire le président de la République du Bénin pour un mandat de cinq ans. 
Le président sortant Patrice Talon est candidat à un second mandat. Le scrutin se tient dans un contexte d'accusations d'autoritarisme et de restrictions de la démocratie portée envers le président sortant, une révision constitutionnelle adoptée deux ans auparavant ayant durci drastiquement les conditions de candidatures. Seuls se présentent ainsi face à Patrice Talon deux candidats, Alassane Soumanou et Corentin Kohoué, dont les candidatures ont de fait nécessité l'approbation des membres des partis présidentiels, ce qui amène une partie de l'opposition à les qualifier de candidats fantoches.
Patrice Talon l'emporte sans surprise dès le premier tour du scrutin.

## Contexte

### Dérive autoritaire de Patrice Talon

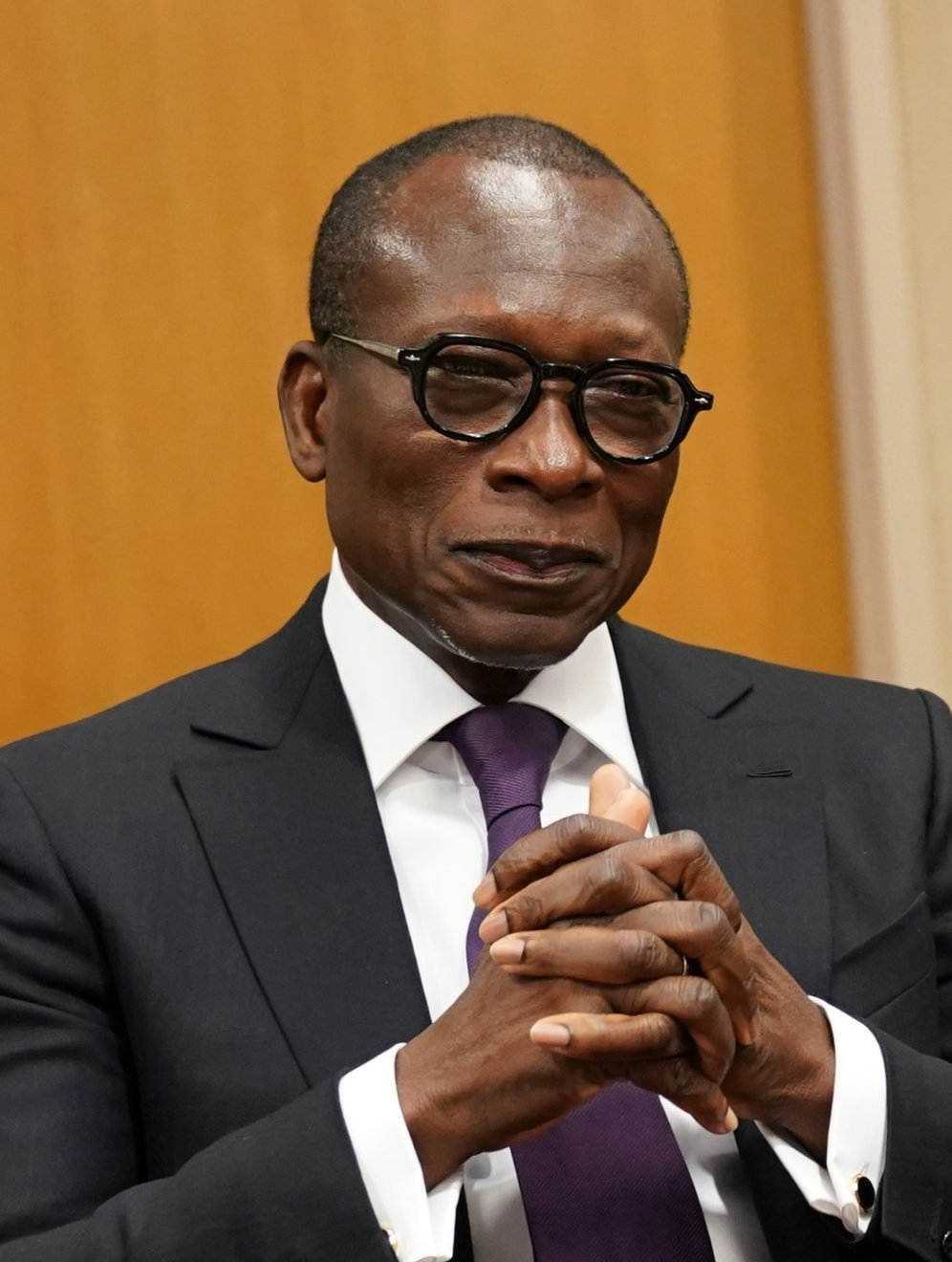
Patrice Talon

L'élection présidentielle de mars 2016 voit la victoire de Patrice Talon, qui remporte avec près de deux tiers des voix le second tour l'opposant à Lionel Zinsou, dauphin du président sortant Thomas Boni Yayi qui ne peut se présenter pour un troisième mandat. Le Bénin est alors réputé comme un exemple de démocratie sur le continent africain.
Talon entreprend très vite des réformes économiquement libérales. Celles-ci provoquent des manifestations et des mouvements de grèves dans le pays et, en retour, un durcissement de leur réglementation de la part du gouvernement, allant jusqu'à une interdiction dans certains secteurs ; ce qui lui vaut des accusations d'autoritarisme. En parallèle, le président s'engage à lutter contre la corruption qui affecte le pays. Lors de la campagne, le candidat Talon avait ainsi fait de la bonne gouvernance un de ses principaux thèmes, de même qu'un passage au mandat unique, qu'il qualifie alors « d'exigence morale ». Sa réforme visant à l'instituer est cependant bloquée par le Parlement, qui refuse de créer le précédent d'un président en exercice faisant modifier les termes constitutionnels de son mandat.

### Crise politique
Surtout, la réputation de Patrice Talon est sérieusement écornée par les législatives d'avril 2019, qui voient le gouvernement restreindre si drastiquement les possibilités de candidature des partis politiques que seules deux formations pro-gouvernementales parviennent à concourir. L'Union progressiste et le Bloc républicain, tous deux créés pour l'occasion, remportent ainsi la totalité des sièges en l'absence de concurrents, excluant totalement du Parlement les partis d'opposition, qui en retour avaient appelé au boycott du scrutin. Le taux de participation historiquement bas s'établit à 23 %, contre 65 % aux précédentes législatives.

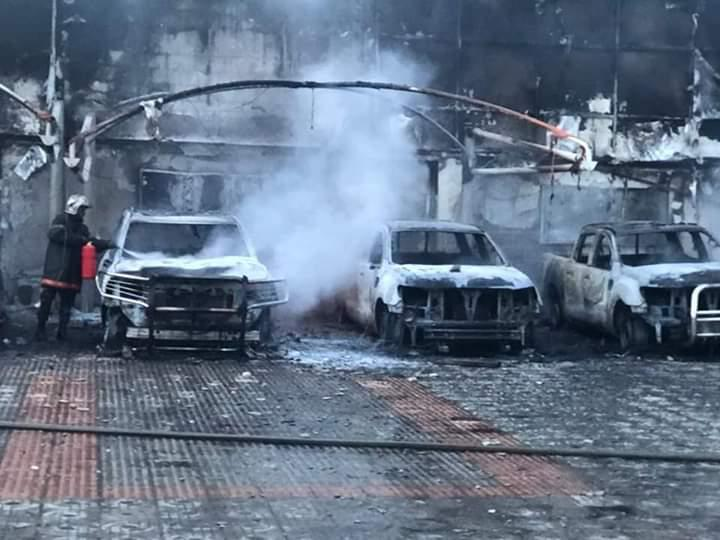
Voitures brûlées à Cotonou le 1 mai 2019.

L'opposition accuse le président Talon d'autoritarisme, et appelle sans succès à un arrêt du processus électoral afin d'organiser un nouveau scrutin inclusif,,. Amnesty International dénonce dans un communiqué, deux jours avant le scrutin, « la vague d'arrestations arbitraires de militants politiques et de journalistes et la répression des manifestations pacifiques ». Le scrutin est par ailleurs marqué par une coupure totale d'internet le jour du vote, une action vivement critiquée par l'opposition, la société civile et les observateurs internationaux, de même que le niveau de répression jugé « alarmant » de la part du gouvernement,,. Les jours suivant le scrutin sont émaillés d'affrontements violents entre manifestants et forces de l'ordre. Ces dernières répliquent à l'aide de gaz lacrymogènes et de tirs à balles réelles sur les manifestants brulant des pneus et jetant des projectiles divers,. Amnesty International dénonce la mort de quatre manifestants ainsi que des arrestations arbitraires, y compris celle d’un blessé grave. Un fort déploiement sécuritaire dans les rues de Cotonou et à Porto-Novo prend forme à l’approche de la cérémonie d’investiture de la nouvelle assemblée : des paras commandos, des chars anti-émeutes, des CRS et des unités de la Garde Républicaine sont ainsi chargés de maintenir l’ordre,.
Un dialogue politique s'engage pendant six mois et aboutit cependant à un accord sur les règles de participation aux élections. Lors des municipales de 2020, qui impliquent 546 arrondissements, seuls cinq partis parviennent à voir leur participation validée en amont par la Cena, contre 34 listes de partis ou d'alliance de partis aux municipales précédentes en 2015,. Seul le parti des Forces Cauris pour un Bénin émergent (FCBE) parvient avec les deux formations gouvernementales à franchir le seuil électoral de 10 % des voix au niveau national nécessaire pour obtenir des sièges. La démocratie béninoise, « faussée » par une dérive autoritaire et restrictive, n'est plus jugée pluraliste, tandis que l'ensemble des principaux rivaux politiques de Patrice Talon se retrouvent exclus du jeu politique par des condamnations judiciaires ou des exils forcés,.

### Préparation du scrutin
À l'approche de la présidentielle de 2021, le président sortant est théoriquement le seul à pouvoir présenter sa candidature. Une révision constitutionnelle opérée en 2019 impose en effet aux candidats d'obtenir les parrainages d'au moins 10 % du total des députés et des maires, soit 16 parrainages. Or, les 160 élus concernés — 83 députés et 77 maires — appartiennent quasiment tous à la majorité présidentielle,. Seuls 6 maires membres des Forces Cauris pour un Bénin émergent font ainsi partie de l'opposition, qui n'a aucun député. Talon promet en retour de « tout faire » pour organiser un scrutin inclusif ouvert à ses opposants en leur obtenant leur parrainages. Cette main tendue est cependant jugée par l'opposition comme une manière pour le pouvoir de choisir ses propres adversaires, à son avantage,. Le FCBE ainsi que le parti Les Démocrates (LD), créé entretemps par des soutiens de l'ancien président Boni Yayi, redoutent ainsi la désignation en leur sein de « cheval de Troie » par le président sortant.

## Système électoral
Le président de la République du Bénin est élu au scrutin uninominal majoritaire à deux tours pour un mandat de cinq ans renouvelable une seule fois. Est élu le candidat qui réunit la majorité absolue des suffrages exprimés au premier tour. À défaut, les deux candidats arrivés en tête s'affrontent lors d'un second tour organisé dans les quinze jours, et celui réunissant le plus de suffrages est déclaré élu. À la suite d'une révision constitutionnelle adoptée en novembre 2019, chaque candidat à la présidence se présente pour la première fois avec un colistier candidat à la vice-présidence pour un mandat de cinq ans, chargé de mener à son terme le mandat du président en cas d'empêchement.
Les candidats doivent être de nationalité béninoise de naissance, ou l'avoir obtenue depuis au moins dix ans, résider au Bénin, être de « bonne moralité et d'une grande probité », jouir de leurs droits civils et politiques, être âgés de plus de 40 ans et de moins de 70 ans au moment de leur candidature, et jouir d'un état complet de bien-être physique et mental dûment constaté par un collège de trois médecins assermentés par la cour constitutionnelle. À ces conditions s'ajoute, depuis 2019, l'obligation de réunir les parrainages d'au moins 10 % du total des 83 députés et 77 maires du pays, soit 16 parrainages.

## Campagne

### Candidats

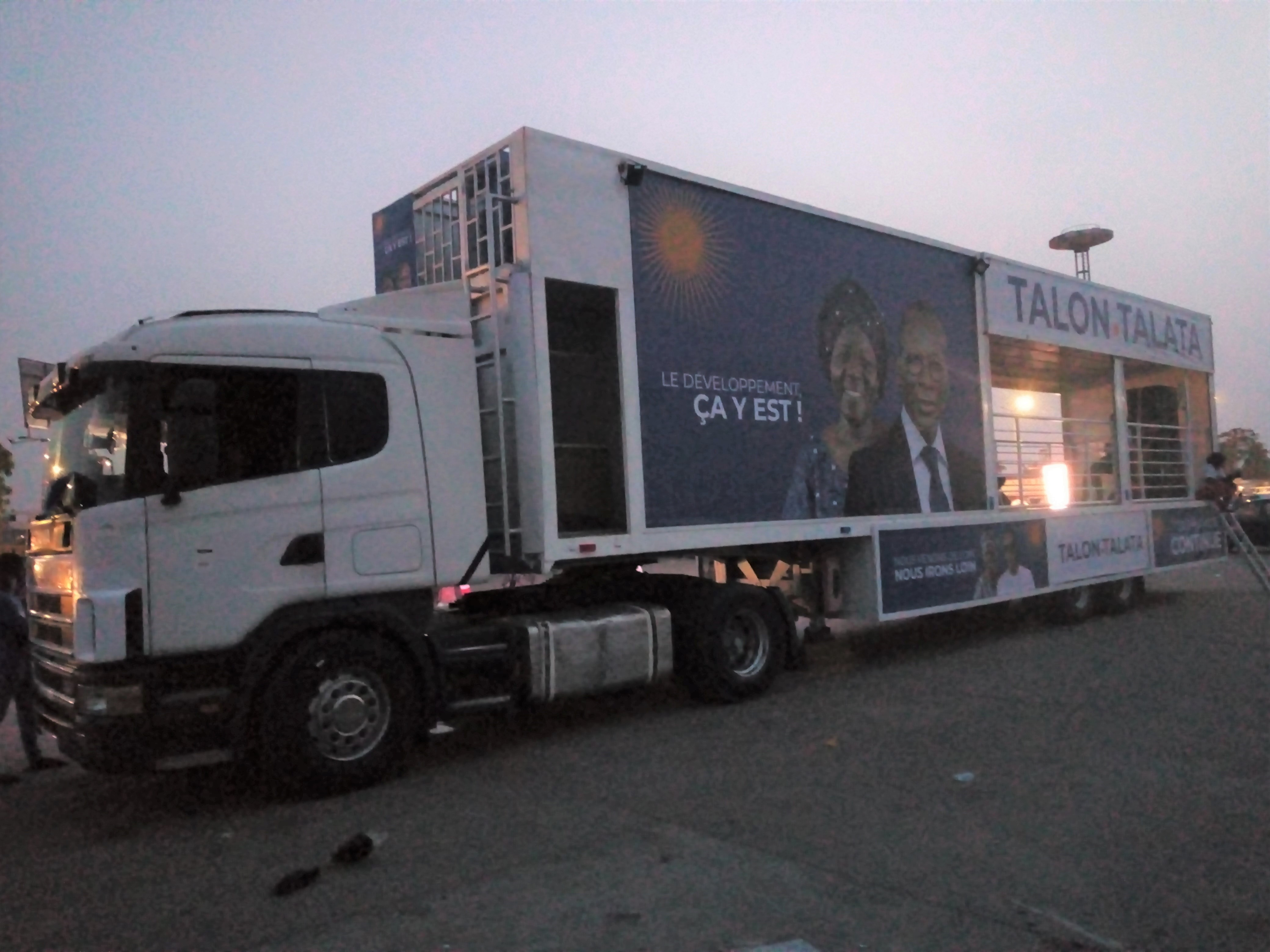
Remorque de campagne électorale de Patrice Talon

Les candidats ont jusqu'au 4 février pour recueillir les parrainages nécessaires et déposer leur candidature. 20 candidatures sont déposées. 
Le professeur de droit Joël Aïvo est le premier à déclarer sa candidature. Le président sortant Patrice Talon annonce la sienne le 15 janvier 2021, une décision attendue malgré sa promesse en 2016 d'effectuer un mandat unique. Il dévoile sept jours plus tard le nom de son colistier, en la personne de la vice-présidente de l'assemblée Mariam Chabi Talata. Ce choix provoque la surprise, celle-ci ne faisant pas partie des deux noms avancés par les partis de la mouvance présidentielle, le président ayant finalement choisi de ne pas les départager,.
Ganiou Soglo, fils de l'ancien président Nicéphore Soglo, décide de déposer une candidature invalide, sans colistier et sans parrainage, en signe de protestation contre la réforme constitutionnelle.
L'ancien ministre Alassane Soumanou est porté candidat par les Forces Cauris pour un Bénin émergent. 
Le parti Les Démocrates, fondé par l'ancien président Boni Yayi, dépose la candidature sans parrainages de l'ancienne ministre Reckya Madougou , avec le député Patrick Djivo pour colistier. Corentin Kohoué se présente cependant avec pour colistière Irénée Agossa, ce qui amène le parti à accuser ces candidatures dissidentes d'avoir été organisées par le gouvernement de Patrice Talon.
La Commission électorale nationale autonome (CENA) rend publique, le 12 février, la liste provisoire des candidatures valides. Seuls le président sortant, Alassane Soumanou, et Corentin Kohoué voient leur candidature validée par la Commission, une situation confirmée par la publication de la liste définitive validée par la Cour constitutionnelle dix jours plus tard,,. Huit des candidatures restantes d'opposants ont vu leur dossier de candidature rejeté.
Patrice Talon se retrouve ainsi seul face à deux candidats presque inconnus du grand public, qualifiés de candidats « fantoches » par une grande partie de l'opposition.

### Arrestations d'opposants
La campagne est marquée par l'éclatement d'un scandale politique avec l'arrestation de plusieurs opposants, dont Bio Dramane Tidjani et Mammadou Tidjani, deux membres du parti Les Démocrates arrêtés en février. Accusés d'avoir reçu des fonds pour recruter des individus dans le but de saboter le processus électoral, ils sont jugés le 1er mars coupables d'association de malfaiteurs et de terrorisme L'ex-ministre de la Justice Reckya Madougou est arrêtée pour les mêmes motifs le 3 mars 2021 à Porto-Novo à la sortie d'un meeting organisé conjointement avec plusieurs autres personnalités dont les candidatures ont été rejetés, au cours duquel ils rassurent leur militants quant à leur participation à l'élection présidentielle. 
Accusée d'avoir participé à un projet d'assassinats politiques visant à perturber l'élection présidentielle, Reckya Madougou est poursuivie elle aussi pour association de malfaiteurs et terrorisme. Le procureur spécial auprès la Cour de répression des infractions économiques et du terrorisme (CRIET), Elonm Mario Mètonou, rend publique l'affaire dès le lendemain de l'arrestation au cours d'une conférence de presse. Selon les éléments de l’enquête, Reckya Madougou serait entrée en contact le 24 février via son collaborateur Georges Sacca avec le colonel Ibrahim Mama Touré pour lui proposer l'organisation d'un double assassinat à commettre sur deux autorités politiques — une femme et un homme dont l'identité est gardée secrète — en échange d'une somme d'argent, et ce afin de conduire à la suspension du processus électoral. Les deux individus sont arrêtés le 26 février lors de l'échange des fonds, en provenance selon l'enquête des comptes de Reckya Madougou. Dans les jours qui suivent, un quatrième complice, un policier accusé d'avoir transmis des informations sensibles destinées à faciliter les projets assassinats est arrêté à son tour. 
Très vite, le gouvernement est accusé par l'opposition d'avoir instrumentalisé la lutte contre le terrorisme pour procéder à une arrestation qu'elle juge politique et dénuée de fondement. Selon elle, l'arrestation aurait été décidée par l'appareil judiciaire sous la pression des autorités, et aurait pour origine la fortune personnelle de Reckya Madougou, susceptible de financer une opposition conséquente au gouvernement. Des meetings sont organisés courant mars pour réclamer sa libération,. Les accusations de l'opposition sont appuyées par la fuite du pays d'Essowé Batamoussi le 5 mars. Ce juge à la Cour de la répression des infractions économiques et du terrorisme (Criet) affirme ne plus pouvoir exercer de manière indépendante, dénonçant les pressions du pouvoir pour constituer des dossiers à charge sur les opposants politique, y compris dans l'affaire Reckya Madougou, dont « le dossier ne comportait aucun élément qui pouvait nous décider à la mettre en détention ». Le gouvernement dénonce quant à lui une manipulation politique visant à déstabiliser l'État,.

## Résultats
|                          | Patrice Talon Mariam Chabi Talata | Indépendant              | 1 982 534 | 86,30 |  |  |
|                          | Alassane Soumanou Paul Hounkpe    | FCBE                     | 261 096   | 11,36 |  |  |
|                          | Corentin Kohoué Irénée Agossa     | LD                       | 53 685    | 2,34  |  |  |
|                          |                                   |                          |           |       |  |  |
| Votes valides            | Votes valides                     | Votes valides            | 2 297 315 | 94,48 |  |  |
| Votes blancs et nuls     | Votes blancs et nuls              | Votes blancs et nuls     | 134 099   | 5,52  |  |  |
| Total                    | Total                             | Total                    | 2 431 414 | 100   |  |  |
| Abstention               | Abstention                        | Abstention               | 2 370 889 | 49,37 |  |  |
| Inscrits / participation | Inscrits / participation          | Inscrits / participation | 4 802 303 | 50,63 |  |  |

## Conséquences
Les résultats provisoires de la Commission électorale nationale autonome (CENA) sont rendus publics le 13 avril, suivis de ceux de la Cour constitutionnelle le 15 avril, en attente des recours éventuels. Aucun n'ayant été déposé, la Cour les rend définitifs cinq jours plus tard. Patrice Talon l'emporte sans surprise dès le premier tour de scrutin,,
Le 9 juillet, les avocats de Reckya Madougou déposent auprès du procureur de la Cour de répression des infractions économiques et du terrorisme une demande de mise en liberté provisoire de leur cliente.